# Techniek Toernooi
Het Techniek Toernooi is een techniekwedstrijd voor alle groepen van de basisschool.
Tot 2018 organiseerde de Nederlandse Natuurkundige Vereniging (NNV) elk jaar het Techniek Toernooi voor leerlingen van het Primair Onderwijs. Alle groepen konden meedoen, per (combinatie) groep waren er wedstrijdonderdelen die aansluiten bij het leeftijdniveau. Met het Techniek Toernooi wilde de NNV bètavakken onder de aandacht brengen van het basisonderwijs als spannend, leuk en leerzaam, én essentieel voor onze kennissamenleving. Het toernooi sloot aan op het inmiddels verplichte vak Techniek op de basisschool. 
De wedstrijd begon op school en eindigde voor ongeveer 200 teams met een grote finale ergens in Nederland op de eerste donderdag in juni. Hoogleraren van Nederlandse universiteiten jureerden de creaties en prestaties, en wezen de winnaars aan. Met prijzen voor objectief meetbare prestaties (scheefst, langst, hoogst, snelst) en prijzen voor creativiteit (mooist, slimst, origineelst). De prijzen voor de scholen bestonden uit lesmethodes op het gebied van techniek onderwijs. Bij elk wedstrijdonderdeel hoorde een lesbrief. Dit lesmateriaal was gemaakt door wetenschappers en onderwijsspecialisten, en getest door studenten van de technische universiteiten. De lesbrieven sloten aan bij de kerndoelen voor het Primair Onderwijs en konden worden gedownload van de website van het toernooi.
Het Techniek Toernooi vond voor het eerst plaats in 2005. Het was toen 100 jaar geleden dat Albert Einstein enkele van zijn meest spraakmakende onderzoeken publiceerde. Om deze belangrijke gebeurtenis te herdenken riepen de Verenigde Naties 2005 uit tot internationaal World Year of Physics. Overal in de wereld werd dat gevierd met activiteiten gericht op een breed publiek en op het onderwijs. In Nederland verzorgde de NNV deze activiteiten en festiviteiten, met voor het Primair Onderwijs het Techniek Toernooi en voor de onderbouw van het Voortgezet Onderwijs de Eureka!Cup. 
Sedert eind 2012 was er de samenwerking met het Techniek Toernooi in Vlaanderen via de Vlaamse Jeugd Technologie Olympiade.